# Мархель Тетяна Григорівна
Тетяна Григорівна Мархель (біл. Таццяна Рыгораўна Ма́рхель; нар. 19 січня 1939, с. Шпаківщина, Смолевицький район, Мінська область, Білоруська РСР) — білоруська акторка. Народна артистка Білорусі.

## Життєпис
Закінчила Білоруський театрально-мистецький інститут (1963). З 1963 працює у Гродненському, з 1967 у Могильовському обласних театрах, з 1970 — у Білоруському театрі імені Якуба Коласа. Заслужена артистка Білорусі (1984). З 1987 у Театрі-студії кіноактора, з 1994 у Республіканському театрі білоруської драматургії.

## Творчість
Характерна актриса. Створені Тетяною Мархель образи вирізняються ліризмом, повнотою психологічного малюнка, проникнинням у сутність національного характеру, милозвучною мовою.
Найзначніші ролі: у театрі імені Якуба Коласа — Мати і Ганна («Симон-музика» і «На дорозі життя» за Якубом Коласом), Ольга Устинівна («Сніжні зими» за І. Шам'якіним), Бажащуткова («Амністія» М. Матуковського), Ганна («Вечір» А. Дударова), Іхметова («Приниженні та зневаженні» за Федором Достоєвським), пані Протич («Доктор філософії» Б. Нушича); у Театрі-студії кіноактора — Батлійниця («Дитя з Віфлеєма» М. Пінігіна за мотивами білоруських народних пісень, записаних нею); в театрі білоруської драматургії — Магрета («Хтось впав» за У. Голобком та Л. Родевичем), герцогиня Йоркська та Відьма («Річард III» і «Макбет» Вільяма Шекспіра), Гіра («Зліт Артура VI, який можна було спинити» Бертольта Брехта), Мірчуткіна («Шампань-ського!» за жартами Антона Чехова «Сватання», «Ювілей») та інш.
Перша виконавиця партії жіночого голосу у 3-ій симфонії «Біла вежа» А. Янчанки, а також білоруських народних пісень у спектаклі «Симон-музика», телеспектаклі «Нова земля», кінофільмі «Люди на болоті» та інш. Проникливе звучання голосу, вільна імпровізаційна манера близька до народно-пісенної викональної традиції.
Знімається у кіно («Подих грози», «Третього не дано», «Контрольна зі спеціальності», «Радуниця», «Плач перепілки», «Мати Урагану», «Явдоха» і інш.).